# Aleochara intricata
Aleochara intricata är en skalbaggsart som beskrevs av Mannerheim 1830. Aleochara intricata ingår i släktet Aleochara, och familjen kortvingar. Arten är reproducerande i Sverige.